# Süpplingenburg
Süpplingenburg település Németországban, azon belül Alsó-Szászország tartományban. Lakosainak száma 646 fő (2023. december 31.).

## Népesség
A település népességének változása:
| Lakosok száma | 645  | 654  | 642  | 633  | 648  | 646  |
|               | 2016 | 2017 | 2019 | 2021 | 2022 | 2023 |